# Honce
Honce (bis 1948 slowakisch „Genč“; ungarisch Kisgencs – bis 1907 Gencs) ist eine Gemeinde im Osten der Slowakei mit 327 Einwohnern (Stand 31. Dezember 2024), die zum Okres Rožňava, einem Teil des Košický kraj, gehört und in der traditionellen Landschaft Gemer liegt.

## Geographie
Die Gemeinde befindet sich im Slowakischen Erzgebirge, am Nordrand des Slowakischen Karsts und des Hochplateaus Plešivská planina im Tal des Baches Hončiansky potok im Einzugsgebiet des Štítnik und weiter der Slaná. Auf dem Gemeindegebiet findet man das 1981 ausgerufene Naturreservat Gerlašské skaly. Das Ortszentrum liegt auf einer Höhe von 367 m n.m. und ist 10 Kilometer von Rožňava entfernt.
Nachbargemeinden sind Nižná Slaná im Norden, Henckovce im Nordosten, Rožňavské Bystré im Osten, Plešivec im Süden, Štítnik im Westen und über ein Viereck Roštár im Nordwesten.

## Geschichte

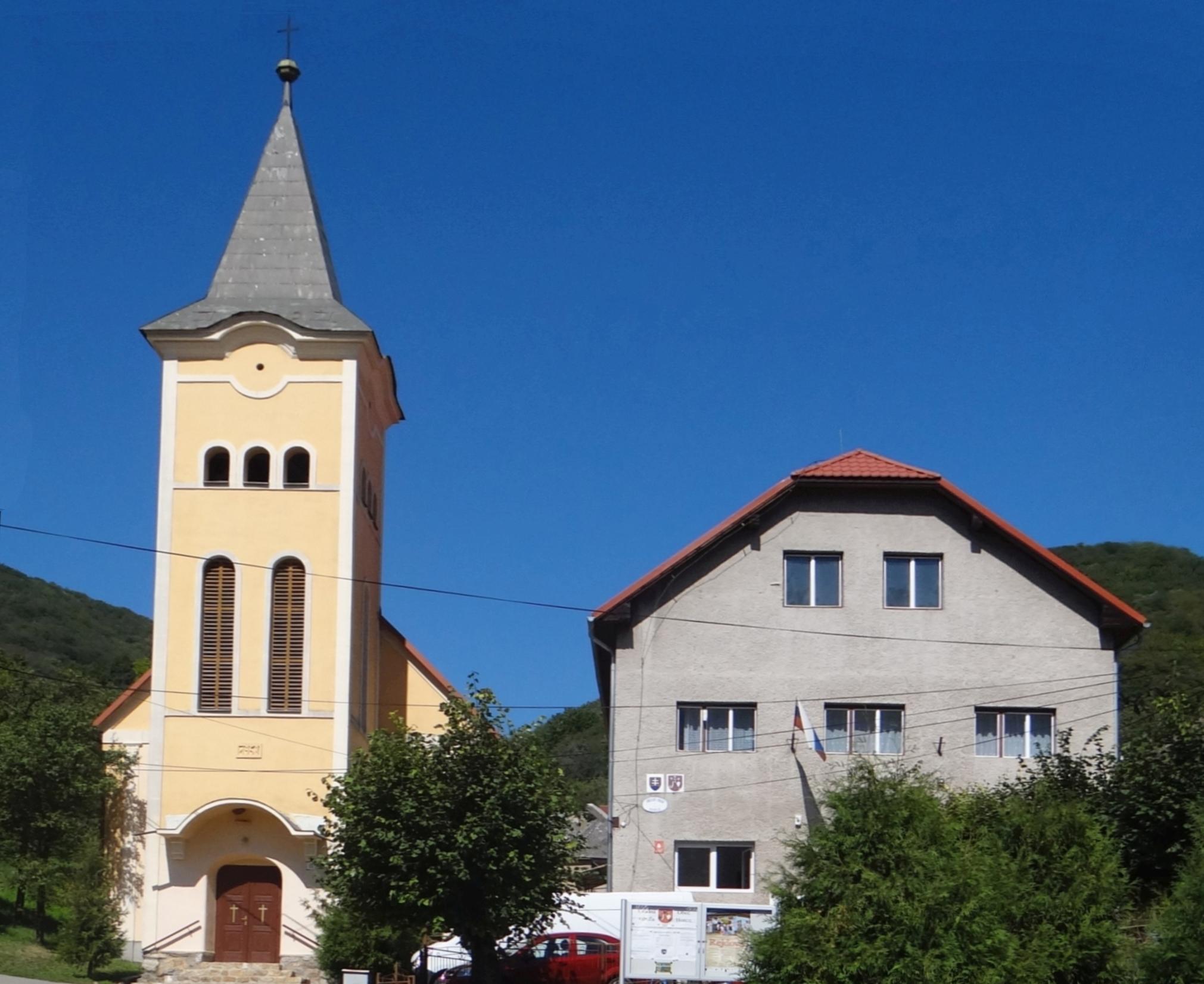
Evangelische Kirche und Gemeindeamt

Honce wurde zum ersten Mal 1318 als Gunch schriftlich erwähnt, weitere historische Bezeichnungen sind unter anderen Gench (1427) und Gencž (1773). Das Dorf entstand in der zweiten Hälfte des 13. Jahrhunderts und war Besitz des Geschlechts Bebek, das hier im Jahr 1427 14 Porta besaß, ab der zweiten Hälfte des 16. Jahrhunderts gehörten die Ortsgüter verschiedenen landadligen Familien. Die ursprünglichen Bewohner waren Bergleute, in der Neuzeit waren die Einwohner als Fuhrmänner, Köhler, Landwirte und Schafhalter beschäftigt. 1828 zählte man 45 Häuser und 402 Einwohner.
Bis 1918/1919 gehörte der im Komitat Gemer und Kleinhont liegende Ort zum Königreich Ungarn und kam danach zur Tschechoslowakei beziehungsweise heute Slowakei.

## Bevölkerung
| Jahr                | 1994 | 2004    | 2014    | 2024     |
| ------------------- | ---- | ------- | ------- | -------- |
| Anzahl der Personen | 419  | 395     | 381     | 327      |
| Unterschied         |      | −5,72 % | −3,54 % | −14,17 % |

| Jahr                | 2023 | 2024    |
| ------------------- | ---- | ------- |
| Anzahl der Personen | 328  | 327     |
| Unterschied         |      | −0,30 % |

Nach der Volkszählung 2011 wohnten in Honce 380 Einwohner, davon 352 Slowaken, vier Magyaren und zwei Tschechen. 22 Einwohner machten keine Angabe zur Ethnie.
143 Einwohner bekannten sich zur Evangelischen Kirche A. B., 34 Einwohner zur römisch-katholischen Kirche, 10 Einwohner zur evangelisch-methodistischen Kirche, vier Einwohner zur apostolischen Kirche, drei Einwohner zur reformierten Kirche und ein Einwohner zur griechisch-katholischen Kirche. Zwei Einwohner bekannten sich zu einer anderen Konfession, 151 Einwohner waren konfessionslos und bei 32 Einwohnern wurde die Konfession nicht ermittelt.

## Baudenkmäler
- evangelische Kirche im barock-klassizistischen Stil aus dem Jahr 1803[6]